# Helmut Pflugradt
Helmut Pflugradt (* 7. Februar 1949 in Stendorf, Kreis Osterholz; † 10. November 2024 in Bremen) war ein deutscher Politiker (CDU) und Abgeordneter in der Bremischen Bürgerschaft.

## Biografie

### Ausbildung und Beruf
Pflugradt besuchte eine Realschule. Ab 1966 war er bei der Bremer Finanzverwaltung im mittleren Dienst zur Ausbildung und als Beamter tätig. Er war zuletzt Steuerhauptsekretär in der Finanzverwaltung. Ab 1974 wurde er beurlaubt, um im CDU-Fraktionsbüro tätig zu sein, zunächst als Sachbearbeiter für Beiratsangelegenheiten und später als Parlamentarischer Fraktionsgeschäftsführer.

### Politik
Pflugradt trat 1967 in die CDU ein. Von 1968 bis 1978 war er Vorsitzender des Kreisverbandes der Jungen Union Bremen-Nord und zwischen 1973 und 1977 stellvertretender Landesvorsitzender der Jungen Union. 1971 bis 1975 war er Mitglied des Beirats beim Ortsamt Vegesack. 1975 wurde er Mitglied des CDU-Landesvorstandes. Pflugradt war von 1989 bis Oktober 2009 Vorsitzender des Kreisverbands Bremen-Nord der CDU. Seit Oktober 2009 war er Ehrenvorsitzender des Kreisverbandes.
Pflugradt war seit dem 13. Oktober 1975 Abgeordneter in der Bremischen Bürgerschaft und war von 1995 bis Juli 2007 stellvertretender Vorsitzender der Fraktion der CDU in der Bürgerschaft. Ende Oktober 2009 hat er sein Mandat niedergelegt.

### Sonstige Ämter
Pflugradt war bis zum 31. Oktober 2009 Aufsichtsratsmitglied bei der Bremer Straßenbahn AG. Er war ferner Mitglied des Landesvorstandes der Deutschen Steuer-Gewerkschaft und Mitglied des Vorstandes des Haus- und Grundbesitzerverein Bremen e. V. und der Aufbaugemeinschaft.